# Alte Schule (Tannheim)
Die Alte Schule befindet sich am Rathausplatz 6 in Tannheim im Landkreis Biberach in Oberschwaben. Sie hat einen Eintrag im Verzeichnis der unbeweglichen Bau- und Kunstdenkmale und der zu prüfenden Objekte des Landesdenkmalamtes Baden-Württemberg.

## Beschreibung
Die Alte Schule wurde in den Jahren 1907/08 nach den Entwürfen des Stuttgarter Baurats Knobloch erbaut. Im Erdgeschoss befand sich ein großzügiges Klassenzimmer mit den dazugehörigen Nebenräumen, während im Obergeschoss eine Wohnung für den Lehrer untergebracht war. Seit 1968 wird das Erdgeschoss von der evangelischen Kirchengemeinde genutzt, während das Obergeschoss seit 2014 von der benachbarten Montessorischule in Anspruch genommen wird. Das Gebäude hat sich auf bemerkenswerte Weise authentisch erhalten und besticht besonders durch seine originalen Fenster aus der Bauzeit, die vom Jugendstil inspirierten Innentüren sowie die mit Stuckprofilen verzierten Decken.